# Череповец (футбольный клуб)
«Череповец» — российский футбольный клуб из одноимённого города. С сезона 2025 года — участник дивизиона «Б» Второй лиги. В 2000—2012 годах выступал во втором дивизионе под названиями «Северсталь» и «Шексна».

## История
Согласно официальному сайту клуба, основан в 1993 году. В первые годы своего существования участвовал в региональных турнирах, в 1995 году дебютировал в первенстве России (КФК, зона «Золотое кольцо» — «Савтос»). С 1996 года в первенстве стала принимать участие команда «Северсталь» (по данным сайта footballfacts.ru в 1996 году — «Булат-2»).
В некоторых источниках к истории команды относятся выступления команд «Металлург» (1960—1970), «Строитель» (1979—1986), «Химик» (1989—1990), «Булат» (1991—1996) в первенствах СССР и России. На сайте издания «Спорт-Экспресс» годом основания ФК «Череповец» указан 1960-й.
В 2000 году, после победы в предыдущем сезоне в первенстве Золотого кольца, «Северсталь» заявилась во второй дивизион. Команда получила серьёзное подкрепление из 14 игроков «Динамо» (Санкт-Петербург), многие из которых имели опыт выступления в высшей и первой лигах, а главным тренером стал экс-наставник петербуржцев Борис Рапопорт. Со второго круга из-за капитальной реконструкции череповецкого стадиона домашние матчи проводились в Рыбинске. Заняв 1-е место в зоне «Запад», команда играла на финальном этапе в стыковых матчах с победителем зоны «Центр» «Химками» за выход в первый дивизион. Несмотря на победу по сумме двух матчей (за счёт большего количества голов, забитых на выезде: 1:0 — дома и 2:3 — на выезде), клуб отказался от перехода в первый дивизион из соображений финансового порядка и продолжил играть во втором дивизионе.

Эмблема ФК «Шекна»

В феврале 2005 года клуб был переименован в «Шексну». Становился серебряным (в 2006 году) и дважды бронзовым (в 2007 и 2008 годах) призёром зоны «Запад» Второго дивизиона.
В 2012 году следствием конфликта руководства клуба с губернатором Вологодской области Олегом Кувшинниковым стало заявление последнего о том, что «Шексна» не вписывается в его концепцию развития вологодского футбола и команду необходимо расформировать. По окончании сезона 2011/12 «Шексна», отказавшись от участия во втором дивизионе, потеряла статус профессионального клуба. Продолжила играть на региональном уровне.
С сезона-2011/12 в Первенстве России среди ЛФК (в зоне «Золотое кольцо») стал выступать ФК «Аист» одноимённой ДЮСШ, ранее игравший в чемпионате Вологодской области. С 2013 года получил название ФК «Череповец» (по данным сайта footballfacts.ru в 2013 году — «Череповец-Аист»). С 2020 года — «Череповец — СШОР Витязь». В этот период, помимо участия в чемпионате и кубке Вологодской области, неоднократно становился победителем (2017, 2019, 2024) и призёром первенства Золотого кольца, а также обладателем кубка. На финальных турнирах первенств 2017 и 2019 годов в Сочи оба раза занимал 7-е место из 8-ми, в 2024 году в статусе сборной Вологодской области участвовал в раунде за 9—10-е места (из 16). В 2016 и 2024 годах году команда приняла участие в Кубке России: в 2016 году в первом раунде (1/256 финала) «Череповец» выиграл у тверской «Волги», а в 1/128 финала уступил на выезде московскому «Солярису», в 2024 году «Череповец — СШОР Витязь» проиграл в первом раунде вологодскому «Динамо».
В феврале 2025 года ФК «Череповец» прошёл аттестацию для участия в дивизионе «Б» Второй лиги, спустя 13 лет вернув себе профессиональный статус. В соревнованиях Третьей лиги продолжила играть команда «Череповец» (СШОР «Витязь»).

## Названия
- 1996—2004 — «Северсталь».
- 2005—2012 — «Шексна».
- 2012—2013 — «Аист».
- 2013 — «Череповец-Аист».
- с 2014 — «Череповец» («Череповец — СШОР Витязь»)

## Цвета клуба
| Жёлтый | Чёрный |

## Статистика выступлений
| Год              | Лига                      | Лига                            | Место                | И                    | В                    | Н                    | П                    | Голы                 | Очки                 | Бомбардиры                | Кубок                |
| ---------------- | ------------------------- | ------------------------------- | -------------------- | -------------------- | -------------------- | -------------------- | -------------------- | -------------------- | -------------------- | ------------------------- | -------------------- |
| 1994             | Региональный уровень      | Региональный уровень            | Региональный уровень | Региональный уровень | Региональный уровень | Региональный уровень | Региональный уровень | Региональный уровень | Региональный уровень | Региональный уровень      | 1/4 1-й зоны КФК     |
| 1995             | КФК                       | Золотое кольцо                  | 9 из 9               | 16                   | 2                    | 1                    | 13                   | 5-42                 | 21                   | ?                         | —                    |
| 1996             | КФК                       | Золотое кольцо                  | 2 из 11              | 20                   | 12                   | 5                    | 3                    | 39-22                | 41                   | В. Рожин — 12             | —                    |
| 1997             | КФК                       | Золотое кольцо                  | из 10                | 18                   | 9                    | 5                    | 4                    | 37-18                | 32                   | В. Рожин — 9              | —                    |
| 1998             | КФК                       | Золотое кольцо                  | из 10                | 18                   | 12                   | 4                    | 2                    | 38-22                | 40                   | ?                         | —                    |
| 1999             | КФК                       | Золотое кольцо                  | из 12                | 22                   | 15                   | 4                    | 3                    | 42-15                | 69                   | В. Турутин — 9            | 1/4 (Золотое кольцо) |
| 1999             | КФК                       | Финальный турнир                | груп.                | 5                    | 1                    | 2                    | 2                    | 6-7                  | 5                    | ?                         | 1/4 (Золотое кольцо) |
| 2000             |                           |                                 | из 19                | 36                   | 19                   | 12                   | 5                    | 58-33                | 69                   | А. Николаев — 13          | 1/256                |
| 2000             |                           | Финальный этап (стыковые матчи) | 1 из 2               | 2                    | 1                    | 0                    | 1                    | 3-3                  | 3                    | А. Николаев — 13          | 1/256                |
| 2001             | II дивизион, зона «Запад» | II дивизион, зона «Запад»       | 6 из 20              | 38                   | 20                   | 7                    | 11                   | 66-48                | 67                   | А. Рогулин — 15           | 1/128                |
| 2002             | II дивизион, зона «Запад» | II дивизион, зона «Запад»       | 6 из 20              | 38                   | 18                   | 11                   | 9                    | 57-46                | 65                   | А. Федотов — 15           | 1/128                |
| 2003             | II дивизион, зона «Запад» | II дивизион, зона «Запад»       | 17 из 19             | 36                   | 10                   | 11                   | 15                   | 37-50                | 41                   | А. Рогулин — 9            | 1/32                 |
| 2004             | II дивизион, зона «Запад» | II дивизион, зона «Запад»       | 7 из 17              | 32                   | 14                   | 9                    | 9                    | 52-40                | 51                   | А. Рогулин — 7            | 1/256                |
| 2005             | II дивизион, зона «Запад» | II дивизион, зона «Запад»       | 10 из 17             | 32                   | 11                   | 11                   | 10                   | 34-39                | 44                   | В. Янчук — 8              | 1/128                |
| 2006             | II дивизион, зона «Запад» | II дивизион, зона «Запад»       | из 18                | 34                   | 18                   | 6                    | 10                   | 52-37                | 60                   | В. Янчук — 20             | 1/512                |
| 2007             | II дивизион, зона «Запад» | II дивизион, зона «Запад»       | из 16                | 30                   | 15                   | 8                    | 7                    | 50-33                | 53                   | Г. Гнедов Д. Калинин — 10 | 1/256                |
| 2008             | II дивизион, зона «Запад» | II дивизион, зона «Запад»       | из 19                | 36                   | 20                   | 8                    | 8                    | 46-26                | 68                   | И. Бидов — 8              | 1/128                |
| 2009             | II дивизион, зона «Запад» | II дивизион, зона «Запад»       | 13 из 19             | 36                   | 11                   | 13                   | 12                   | 44-45                | 46                   | А. Жикул — 10             | 1/128                |
| 2010             | II дивизион, зона «Запад» | II дивизион, зона «Запад»       | 5 из 17              | 32                   | 14                   | 7                    | 11                   | 40-38                | 49                   | А. Гацко — 8              | 1/64                 |
| 2011/12          | II дивизион, зона «Запад» | II дивизион, зона «Запад»       | 8 из 16              | 45                   | 20                   | 7                    | 18                   | 51-49                | 67                   | А. Курачинов — 7          | 1/128                |
| Примечания 1. 2. |                           |                                 |                      |                      |                      |                      |                      |                      |                      |                           |                      |

В зоне «Золотое кольцо» первенства КФК/ЛФЛ в 2000, 2004—2009 годах играла вторая команда клуба («Северсталь-2», «Шексна-2»).

## Достижения
- Второй дивизион[18], зона «Запад»:
  - Победитель: 2000
  - Серебряный призёр: 2006
  - Бронзовый призёр: 2007, 2008
- Первенство КФК/ЛФЛ/ЛФК, зона «Золотое кольцо»:
  - Победитель: 1999, 2017, 2019, 2024
  - Серебряный призёр: 1998, 2016, 2018, 2020, 2021, 2022, 2023
  - Бронзовый призёр: 2015
- Кубок России среди ЛФК:
  - Бронзовый призёр: 2018, 2020
- Кубок МФФ «Золотое кольцо»:
  - Победитель: 2018, 2019, 2022
- Кубок чемпионов МРО «Северо-Запад»
  - Серебряный призёр: 2021
  - Бронзовый призёр: 2019
- Чемпионат Вологодской области[11]
  - Победитель: 2015, 2016, 2018, 2019, 2020, 2021, 2022, 2023, 2024
  - Серебряный призёр: 2017
- Кубок Вологодской области
  - Победитель: 2023[35]

## Тренеры
- Рожин, Владимир Иванович (1998—1999)
- Рапопорт, Борис Завельевич (2000)
- Лебедев, Виталий Васильевич (2001)
- Меровщиков, Владимир Станиславович (2001, и. о.)
- Рожин, Владимир Иванович (2001—2002)
- Антонов, Александр Анатольевич (2003)
- Герасимец, Сергей Григорьевич (2004)
- Меровщиков, Владимир Станиславович (2005)
- Государенков, Николай Васильевич (2006—2007)
- Голубинский, Владимир Петрович («Шексна» — 2008—2012, «Аист»/«Череповец» — 2012—2023)[36]
- Ефименко, Алексей Александрович (2024)[11][37][38]
- Чернухин, Дмитрий Сергеевич (с 2025)[38]